# Ароника, Сальваторе
Сальвато́ре Аро́ника (итал. Salvatore Aronica; род. 20 января 1978, Палермо) — итальянский футболист, центральный/левый защитник.

## Карьера
Сальваторе Ароника начал карьеру в клубе «Багерия». В 1996 году он был куплен «Ювентусом», за который за 2 года сыграл 1 матч: 15 февраля 1998 года с «Сампдорией», в котором «Юве» победил 2:0. В июле того же года он был арендован «Реджиной», в составе которой провёл две встречи в Кубке Италии. В октябре 1998 года Ароника перешёл в клуб серии С1 «Кротоне», где сыграл 107 матчей.
После сезона 2002/03, проведённого в «Асколи», Ароника перешёл в «Мессину». Там он провёл 3 сезона, сыграв в 102 матчах. 1 сентября 2008 года Ароника перешёл в клуб «Наполи» за 2,7 млн евро. Контракт был подписан на 4 года. 14 сентября он дебютировал в составе «Наполи» в матче с «Фиорентиной», в котором «адзурри» проиграли 1:2. 29 декабря 2012 года игрок подписал контракт с «Палермо» сроком до 30 июня 2015 года.

## Прочее
В марте 2007 года игрок «Лацио» Стивен Макинва обвинил Аронику в расизме:

Мы столкнулись в центре поля, и он обозвал меня чёртовым ниггером. Я не стал ему отвечать, но так вести себя нельзя. Я не смирюсь с такими высказываниями. Мне это не нравится.

Сам игрок отверг все обвинения.
В марте 2009 года имя Ароники, вместе с другими футболистами, было связано с расследованием договорных матчей «Палермо», организатором которых была мафия. Расследование относилось к 2003 году, когда Сальваторе играл за «Асколи». В сентябре того же года расследование было прекращено за истечением срока давности.

## Достижения
- Чемпион Италии: 1998
- Обладатель Кубка Италии: 2012

## Награды
- Почётный гражданин Реджо-ди-Калабрии (от 27 мая 2007 года)